# Just Like a Woman (film, 1967)
Pour les articles homonymes, voir Just Like a Woman.
Pour plus de détails, voir Fiche technique et Distribution.
Just Like a Woman est un film britannique réalisé par Robert Fuest, sorti en 1967.

## Fiche technique
- Titre : Just Like a Woman
- Réalisation : Robert Fuest
- Scénario : Robert Fuest
- Photographie : Billy Williams
- Pays d'origine : Royaume-Uni
- Format : Couleurs - Mono
- Date de sortie : 1967

## Distribution
- Wendy Craig : Scilla Alexander
- Francis Matthews : Lewis McKenzie
- John Wood : John Martin
- Dennis Price : Bathroom Salesman
- Miriam Karlin : Ellen Newman
- Peter Jones : Saul Alexander
- Clive Dunn : Graff von Fischer
- Mark Murphy : Chanteur
- Michael Brennan : Commissionaire
- Hilary Pritchard